# Saturnino Gatti

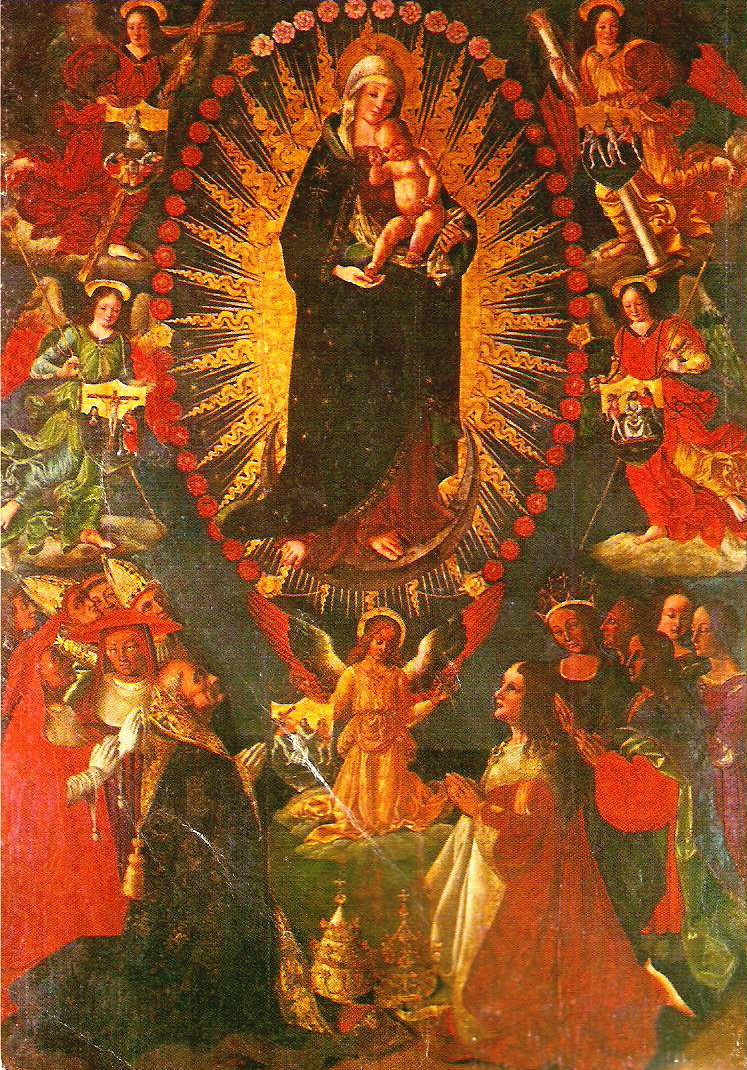
Saturnino Gatti, Ołtarz Matki Bożej Różańcowej.

Saturnino Gatti (ur. 1463 w Pizzoli, zm. około 1518 w L’Aquili) – włoski malarz i rzeźbiarz tworzący głównie na terytorium Abruzji.
W młodości był uczniem Silvestro Aquila, a następnie pracował prawdopodobnie w warsztacie Verrocchia. Po powrocie z Florencji zrealizował cykl fresków w kościele San Panfilo Villagrande w Tornimparte. Jego dziełem z tego okresu jest również Ołtarz Matki Bożej Różańcowej (1511), obecnie eksponowany w Museo Nazionale d'Abruzzo. Atrybucja fresków w Tione degli Abruzzi, jest niepewna, pomimo tego zwyczajowo przypisywane są Gattiemu. Zmarł prawdopodobnie w 1518 roku.